# Simon Lautrop
Simon Lautrop (født 1961 i København) er en dansk fotograf, forfatter, forlægger og opfinder. Han er søn af billedhugger Jørgen Haugen Sørensen og oversætter Marianne Lautrop. I 1985 startede han fotoatelier Planet foto sammen med fotografen Bent Ryberg med speciale i fotografering af kunst. Siden 1990 har han arbejdet som freelancer for en lang række museer og har bl.a. digitaliseret samlingen på Bornholms Kunstmuseum. Han har i sit arbejde med fotografering af kunst ydet større bidrag til udgivelserne "Dansk Nutidskunst", "Ny Dansk Kunsthistorie" og Veksølunds kataloger 1985-2010.
I 2000 og 2001 tegnede og skrev Simon Lautrop børnebøgerne om søskendeparet Nix og Nitte, som blev udgivet på Lindhardt og Ringhof, bøgerne er til børn mellem 3 og 6 år.
I 2008 fotograferede Simon Lautrop bogen Lindøværftet L208 som blev udgivet på forlaget Picto. Lindøværftet L208 blev udtaget til "Årets Bedste Bogarbejde" af Foreningen for boghaandværk 2008. I 2015 udgav han sammen med Ina Rosing bogen Tasiilaq. Den blev anmeldt i Politiken, som gav den fire af seks mulige hjerter.

## Hæder
- 2008 - Bogen Lindøværftet L208 er blandt 30 udvalgte som "Årets Bedste Bogarbejde" af Foreningen for Boghaandværk